# 汉罗特
汉罗特是德国莱茵兰-普法尔茨州的一个市镇。总面积2.43平方公里，总人口621人，其中男性304人，女性317人（2011年12月31日），人口密度256人/平方公里。